# Медунка вузьколиста
Медунка вузьколиста (Pulmonaria angustifolia) — трав'яниста рослина родини шорстколистих.

## Опис
Багаторічна трав'яниста рослина з коротким чорним кореневищем і шнуроподібним корінням, з жорстким шорстким запушенням. Стебла 10–40 см заввишки, міцні, борознисті, їхні основи прикриті великими коричневими лусками. Листочки ланцетні й лінійно-ланцетні; прикореневі — довгі і вузькі (20–30 см завдовжки і 2–3 см шириною), з крилатими черешками; стеблові — сидячі, гострі. Квітки зібрані на верхівках стебел в суцвіття-завитки. Чашечка при плодах дзвоникоподібна, з трикутно-довгастими зубцями, що дорівнюють майже половині довжини чашечки. Віночок до 18 мм завдовжки, фіолетово-синій або блакитний, з дзвінковим відгином, його лопаті округлі. Ереми яйцеподібні, іноді злегка пухнасті. Цвіте у квітні-травні.

## Поширення
Вид є рідним для Центральної та Східної Європи. Росте в світлих лісах, на узліссях, у чагарниках, на піщаному або карбонатному ґрунті, а також на чорноземі у складі степових спільнот.